# Panamá en los Juegos Olímpicos de Atlanta 1996
Panamá estuvo representado en los Juegos Olímpicos de Atlanta 1996 por siete deportistas, cinco hombres y dos mujeres, que compitieron en seis deportes.
La portadora de la bandera en la ceremonia de apertura fue la nadadora Eileen Coparropa. El equipo olímpico panameño no obtuvo ninguna medalla en estos Juegos.